# Rudnia-Radowelśka
Rudnia-Radowelśka (ukr. Рудня-Радовельська) – wieś na Ukrainie, w obwodzie żytomierskim, w rejonie korosteńskim, nad Perhą. W 2001 roku liczyła 93 mieszkańców.
Znajduje się tu przystanek kolejowy Rudnia-Radowelśka, położony na linii Kijów – Sarny – Kowel.